# Calibán

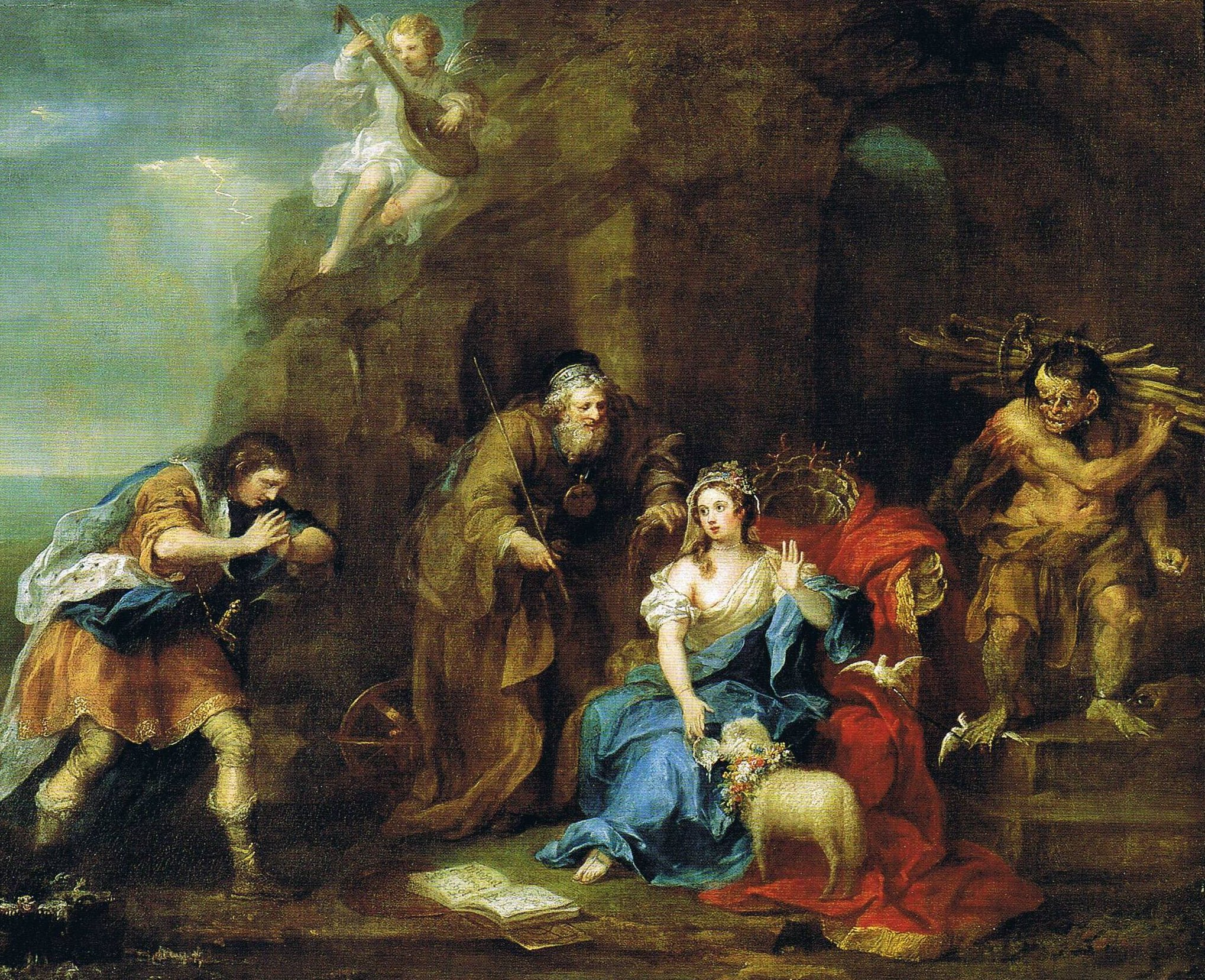
La Tempestad, de William Hogarth; Calibán aparece en el extremo derecho.

Calibán es el nombre de un personaje de La tempestad, de William Shakespeare. En dicha obra, Calibán representa la idea de salvaje primitivo, esclavizado por el protagonista, Próspero, y representa los aspectos más materiales e instintivos del ser humano, frente al otro sirviente de Próspero, Ariel, que representa lo elevado y lo espiritual.
Este personaje ha sido reutilizado por la literatura posterior, reinterpretándolo como un símbolo de la idea de «hombre natural» de Rousseau, del materialismo frente al idealismo, de las clases sociales oprimidas por el capitalismo o de los pueblos colonizados.

## El nombre
El nombre de «Calibán» puede tener su origen en una transliteración de la palabra «caníbal», que a su vez es una deformación de la palabra «Caribe». «Caliboun» es también un término romaní para «negro». Todas estas referencias parecen vincular a Calibán con la visión europea de los nativos americanos y africanos. Además, Shakespeare pudo inspirarse directamente en la obra de Montaigne De los caníbales, uno de cuyos párrafos es recitado textualmente por uno de los personajes.

## El personaje en la obra de Shakespeare
Calibán es mitad humano, mitad monstruo. Después de que su isla es ocupada por Próspero y su hija Miranda, Calibán es forzado a convertirse en esclavo. Aunque se le denomina "becerro de luna," (en inglés moon-calf, término usado para referirse a un becerro abortivo y monstruoso), es un monstruo pecoso y el único habitante humano de la isla que, por lo demás, "ningún humano había honrado." (Próspero, I.2.283). En algunas tradiciones, se le representa como un hombre salvaje, o un hombre deforme, o un hombre bestia, o a veces una mezcla de pez y hombre, un enano o incluso una tortuga.
Según lo que Próspero cuenta en La tempestad, Calibán es el hijo de la bruja Sycorax y un diablo. Expulsada de Argel, Sycorax se refugia en la isla en la que transcurre toda la obra, donde da a luz a Calibán y donde murió antes de la llegada de Próspero, quien lo cría y lo convierte en su esclavo. A pesar de su naturaleza inhumana, Calibán claramente amaba e idolatraba a su madre, refiriéndose a Setebos como el dios de su madre, y apelando a sus poderes en con contra de Próspero.
Próspero explica su dureza hacia Calibán porque, según él, cuando lo trató con naturalidad y humanidad, este intentó violar a su hija, Miranda, algo que el propio Calibán confirma graciosamente cuando afirma que, de no haber sido interrumpido, habría poblado la isla con una raza de Calibanes. Próspero atrapa entonces a Calibán y lo atormenta con magia dañina si éste no obedece sus órdenes. En venganza por este trato inhumano, Calibán adopta a Estéfano, uno de los náufragos que llegan a la isla al comienzo de la obra, como su nuevo dios y señor, después de probar su vino. Calibán intenta incitar a Estéfano para que mate a Próspero; sin embargo, al final de la obra reconocerá que Estéfano no es ningún dios ni alguien igual en importancia a Próspero, y aceptará volver a servir a su antiguo amo.

## Revisiones y reelaboraciones de Calibán

### Calibán en la literatura en lengua inglesa
- La literatura inglesa ha realizado varias revisiones y reinterpretaciones del personaje de Calibán, muchas de ellas ofreciendo el punto de vista del salvaje. Así, Robert Browning escribió un monólogo dramático titulado Caliban upon Setebos, en el que el personaje aparece redefinido como el «hombre natural» de Rousseau. W. H. Auden también hizo hablar a Calibán en su poema The Sea and the Mirror (El mar y el espejo), una meditación sobre temas de La tempestad.

- Oscar Wilde, en el prólogo a su novela El retrato de Dorian Gray, también hace una breve mención a Calibán: «The nineteenth century dislike of realism is the rage of Caliban seeing his own face in a glass. The nineteenth century dislike of romanticism is the rage of Caliban not seeing his own face in a glass» («El rechazo decimonónico del realismo es la rabia de Calibán al ver su cara en el espejo. El rechazo decimonónico del romanticismo es la rabia de Calibán al no ver su cara en el espejo»).

- La anterior cita es reutilizada y adaptada por James Joyce en su Ulysses, cuando el personaje de Malachi Buck Mulligan compara a Stephen Dedalus con Calibán: «The rage of Caliban at not seeing his face in a mirror, he said. If Wilde were only alive to see you!» («La rabia de Calibán al no ver su cara en el espejo, dijo. ¡Si Wilde pudiera estar vivo para verte!») (Ulysses, capítulo 1: Telémaco). Dicha referencia tiene una doble interpretación: en lo individual, se refiere irónicamente a la sensación que Stephen tiene de estar siendo controlado por Buck y Haines en su propia casa; en lo colectivo, puede representar la situación de Irlanda y sus deseos de independencia de Inglaterra.

- En la novela de John Fowles El coleccionista, el personaje femenino, que se llama Miranda, como la protagonista de La tempestad, emplea en repetidas ocasiones el apelativo de «Calibán» para referirse a su captor, Frederick Clegg, por su falta de humanidad y su brutalidad.

- En las novelas de ciencia ficción de Dan Simons, Illión y Olympo, el Calibán, Próspero, Ariel y Miranda son personajes rescatados de las obras de Shakespeare para vivir en un futuro posthumano. En estas novelas también «resucitan» casi todos los personajes de la guerra de Troya.
- Jack London, en su novela de aventuras Lobo de Mar, a través del protagonista Humphrey van Weyden, hace referencia al Calibán para definir al antihéroe Lobo Larsen en una de las conversaciones filosóficas que mantienen los dos personajes citados.  «Usted es una especie de monstruo (...), Un Calibán que ha tanteado a Setebos y que, como usted, actúa impulsado por un capricho o una veleidad».

### Interpretaciones ideológicas de Calibán

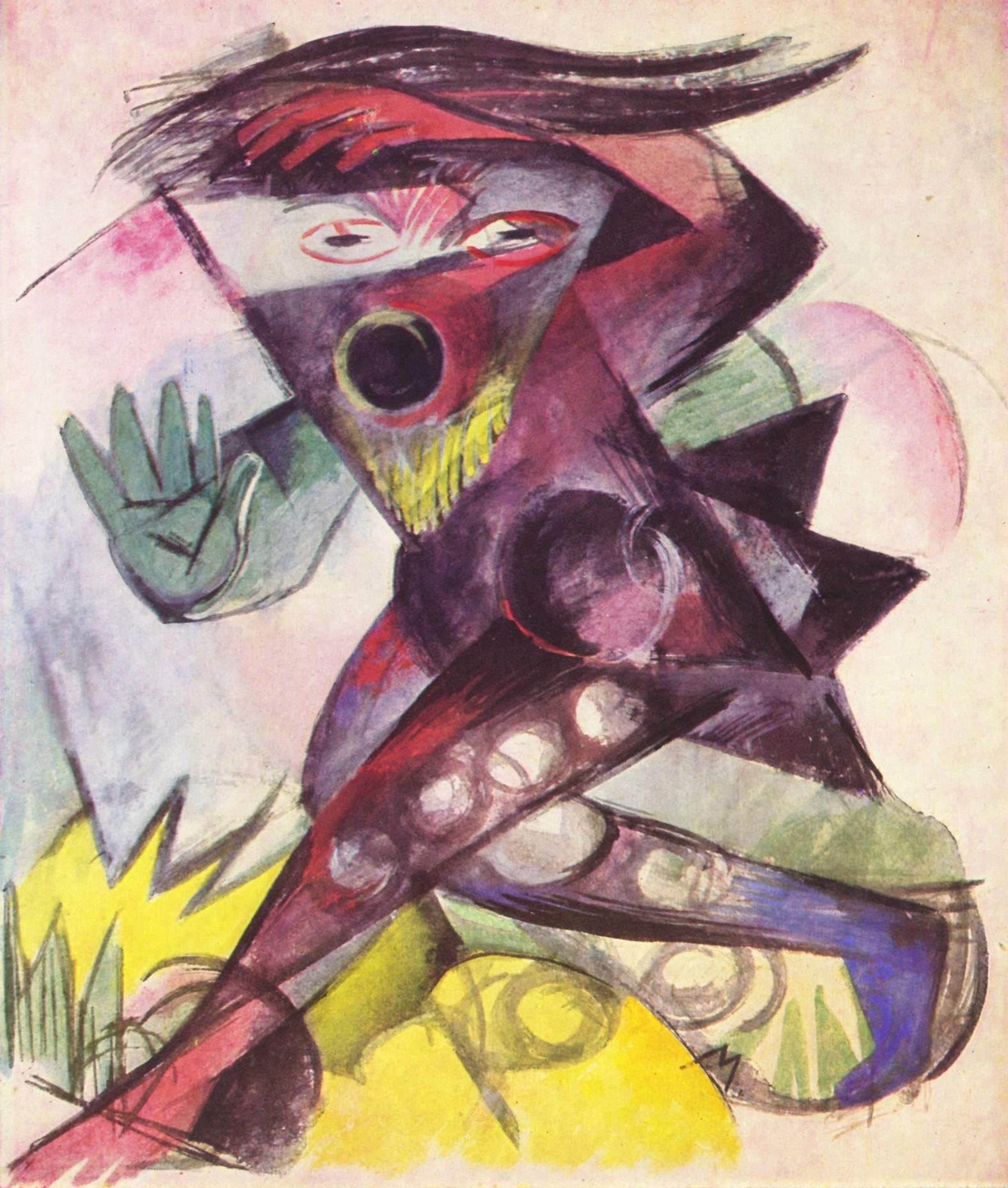
Calibán, según Franz Marc.

- En su «drama filosófico» Calibán (1878),[9] el pensador francés Ernest Renan reinterpretó la figura de Calibán como una representación de las clases sociales populares de su propia época, que se rebelan ante la tiranía de la aristocracia (Próspero y Ariel)[10]

- A partir de esa interpretación, varios escritores hispanoamericanos han visto en Calibán una representación de su propia situación.[10] Rubén Darío, en su artículo «El triunfo de Calibán»,[11] ve en el bruto de la obra de Shakespeare la representación del materialismo estadounidense; José Enrique Rodó, en la misma línea, identifica, en su ensayo Ariel, a Calibán con el materialismo y con la masificación cultural, oponiéndolo a Ariel, representante de la cultura y la espiritualidad, y adaptando así la visión de Renan a la realidad latinoamericana. Ensayistas posteriores, como el argentino Aníbal Ponce, han reinterpretado el mito de Calibán, desde una perspectiva marxista, como un símbolo de los pueblos colonizados frente a los colonizadores.[12]

- No solo en Hispanoamérica se ha producido dicha reinterpretación: el poeta de la negritud Aimé Césaire, de Martinica, en su obra Une Tempête (Una tempestad), transforma a Calibán en el portavoz de los pueblos colonizados que se rebelan ante sus colonizadores, representados por Próspero.

### Interpretaciones psicoanalíticas
La obra original de Shakespeare se presta a interpretaciones psicoanalíticas. Desde una perspectiva jungiana, el personaje de Calibán puede interpretarse como la representación del Id o «Ello», es decir, de la parte instintiva y animal del individuo; entendido así, Calibán representaría una parte de la psique de Próspero, su control inconsciente de la isla en la que vive, del mismo modo que Ariel representa el nivel consciente de ese control.
En un nivel intermedio entre lo sociopolítico y lo psicoanalítico se encuentra la teoría de Octave Mannoni, quien en su Psicología de la colonización acuña el concepto de «complejo de Próspero» para referirse al «conjunto de disposiciones neuróticas inconscientes que diseñan a la vez “la figura del paternalismo colonial” y “el retrato del racista cuya hija ha sido objeto de una tentativa de violación (imaginaria) por parte de un ser inferior”». Según Mannoni, este complejo aqueja más a Calibán que a Próspero; de ahí que el salvaje busque constantemente un ser superior que lo domine y lo castigue, idea que en cambio rechaza completamente Frantz Fanon en su obra Piel negra, máscaras blancas

### Calibán en otras literaturas, en la ciencia y en la cultura popular
- Calibán es el título de un libro de poemas del poeta húngaro Lőrinc Szabó, publicado en 1923.

- En la novela de P. G. Wodehouse Jeeves y el Espíritu Feudal, el poeta Percy Gorringe se burla del maleducado Stilton Cheesewright en un poema titulado «Caliban at Sunset» («Calibán al atardecer»).[16]

- Basándose tanto en La tempestad como en Caliban upon Setebos, de Robert Browning, el escritor de ciencia ficción Dan Simmons introdujo a Calibán, como personaje monstruoso e inhumano, en sus novelas Ilium y Olympus. Actualmente se trata de un ciclo de cuatro novelas traducidas al castellano como Ilion: El asedio, Ilion: La rebelión, Olimpo: La guerra y Olimpo: La caída.

- Calibán es el apodo dado al protagonista por parte de Miranda en la novela de 1963, El Coleccionista de John Fowles.

- Calibán de Isaac Asimov es el título de una novela de Roger MacBride Allen, la primera de una trilogía de obras basadas en el universo de Yo, robot  y Fundación. Calibán es un robot creado en Inferno, uno de los «Mundos Espaciales» que compiten con los colonizadores terrestres por el dominio de la Galaxia.

- Calibán y la bruja es el título de un ensayo de la autora Silvia Federici. La figura de Calibán representa al esclavo colonial cuyo trabajo habría servido, junto con el de las mujeres, representadas por la bruja, al nacimiento del capitalismo.[17]

- Calibán es el nombre de una escuela en el cómic Kevin & Kell.[18]

- Calibán es también el nombre de un personaje de un mutante deforme en el Universo Marvel.

- En la película de 1956 El planeta prohibido, basada lejanamente en La tempestad, Calibán es el nombre que recibe un poderoso y mortífero monstruo, creado y controlado inconscientemente por el Dr. Morbius utilizando la tecnología de la desaparecida civilización Krell.

- Calibán es también el nombre de una banda de música Metalcore alemana.

- Una de las lunas de Urano, descubierta en 1997, fue denominada «Calibán» después de llevar temporalmente el nombre de «S/1997 U1».

- En el juego Warhammer 40.000, Calibán es el planeta de origen de los Dark Angels (Ángeles Oscuros).

- Calibán es también un personaje del libro Las puertas de Thorbardin de Dan Parkinson, perteneciente a la saga Héroes de la Dragon Lance 2.

- En La estrella flagelada, de Frank Herbert, Caliban es el nombre que recibe la representación hominizada de las estrellas.

- En el videojuego Silent Hill Origins, Caliban es el jefe final del Teatro Artaud en Silent Hill Origins, representado como una temible criatura torpe y enorme.

- En el libro Tres deseos, de Jackson Pearce, Caliban es la ciudad de los genios.

- El género botánico Calibanus tiene su nombre inspirado en este personaje.

- También el escritor chileno Miguel Ángel Salinas lo hace su alter ego en el libro Yo Nadie. Réplicas de Calibán, con una fuerte interpretación social/crítica del personaje.

- Calibán RLP es el nombre de la revista semestral que edita la Federación Psicoanalítica de América Latina, FEPAL, desde 2011.

- También aparece en la obra Hijos de la media noche de Salman Rushdie. Al referirse al personaje Tai.

- Calibán es un cómic creado por Garth Ennis (guion) y Facundo Percio (dibujo), para la editorial Avatar Press, que cuenta la historia de un carguero espacial el cual se encuentra con algo que nadie se esperaba, vida extraterrestre, después de décadas de exploración humana en el espacio en busca de ella, sin ningún resultado.

- Calibán es el nombre artístico que se le da al primogénito de Frankenstein en la serie televisiva Penny Dreadful.

- La guerra de Calibán es el nombre del segundo libro de la saga The expanse de James S.A. Corey.

- Calibán & co. es una canción de la banda de pop-rock indie Egon Soda.

- Calibán es un príncipe del infierno nacido de la arcilla en la serie "Las escalofriantes aventuras de Sabrina".

- En 2021, el cantautor argentino de rock Carlos Alberto Solari hace mención del término "Calibán" a modo de autorreferencia en el tema "Rezando Solo":

En la verdad de Dios faltó claridad / Como en los sueños del feo Calibán que soy.
Indio Solari.

- Norman Briski en Argentina fundó el Teatro Calibán de Buenos Aires que actualmente dirige.

- En el videojuego Destiny 2, Mano de Calibán es una armadura de brazos excepcional relacionada con la energía solar, añadida el 23 de mayo de 2022.